# Municipio de Wingfield
El municipio de Wingfield (en inglés: Wingfield Township) es un municipio ubicado en el condado de Geary en el estado estadounidense de Kansas. En el año 2010 tenía una población de 136 habitantes y una densidad poblacional de 1,1 personas por km².

## Geografía
El municipio de Wingfield se encuentra ubicado en las coordenadas 39°0′52″N 96°39′5″O / 39.01444, -96.65139. Según la Oficina del Censo de los Estados Unidos, el municipio tiene una superficie total de 123.13 km², de la cual 122,59 km² corresponden a tierra firme y (0,44 %) 0,54 km² es agua.

## Demografía
Según el censo de 2010, había 136 personas residiendo en el municipio de Wingfield. La densidad de población era de 1,1 hab./km². De los 136 habitantes, el municipio de Wingfield estaba compuesto por el 94,12 % blancos, el 2,21 % eran afroamericanos y el 3,68 % eran de una mezcla de razas. Del total de la población el 0 % eran hispanos o latinos de cualquier raza.